# رومئو تاناکا
رومئو تاناکا (انگلیسی: Romeo Tanaka؛ زادهٔ ۶ ژوئن ۱۹۷۳) مؤلف، فیلم‌نامه‌نویس اهل ژاپن است.